# 17β-羟基类固醇脱氢酶
17β-羟基类固醇脱氢酶（英語：17β-hydroxysteroid dehydrogenase，EC 1.1.1.51（页面存档备份，存于））化学式：C1657H2606O475N448S12是一种以NAD+或NADP+为受体、作用于供体CH-OH基团上的氧化还原酶。这种酶能催化以下酶促反应：
睾酮 + NAD(P)+ {\displaystyle \rightleftharpoons } 雄烯二酮 + NAD(P)H + H+
3(或17)β-羟基类固醇脱氢酶也能作用于其他3β-羟基类固醇或17β-羟基类固醇
1. ↑  . web.expasy.org.   [2025-07-15].